# Artem Fedyanin
Artem Fedyanin (tiếng Belarus: Арцём Фядзянін; tiếng Nga: Артём Федянин; sinh 25 tháng 4 năm 1994) là một cầu thủ bóng đá Belarus. Tính đến năm 2018, anh thi đấu cho Smolevichi.